# Liesbet Dreesen
Liesbet Dreesen (Ukkel, 7 november 1976) is een voormalig Belgische zwemster gespecialiseerd in de vrije slag. Ze nam in 2000 deel aan de Olympische Spelen in Sydney. Liesbet is de zus van Renaat Dreesen, tevens een voormalig professioneel zwemmer.
In februari 2001 kondigde de toen 24-jarige Dreesen aan te stoppen met professioneel zwemmen. Na haar zwemcarrière ging ze aan de slag als leerkracht lichamelijke opvoeding.
Dreesen heeft samen met Stéphane Gervy twee kinderen.

## Belangrijkste prestaties
| Jaar | Olympische Spelen                        | WK langebaan | WK kortebaan                          | EK langebaan         | EK kortebaan |
| ---- | ---------------------------------------- | ------------ | ------------------------------------- | -------------------- | ------------ |
| 1997 |                                          |              |                                       | 8e 4x100m wisselslag |              |
| 1999 |                                          |              |                                       | 7e 4x100m vrije slag |              |
| 2000 | 28e 50m vrije slag 11e 4x100M vrije slag |              | 8e 50m vrije slag · 4x100m vrije slag |                      |              |

## Persoonlijke records
(Per 13 november 2017)

### Langebaan
| afstand         | tijd  | datum       | plaats   |
| --------------- | ----- | ----------- | -------- |
| 50 m vrije slag | 25,96 | 8 juli 2000 | Helsinki |

### Kortebaan
| afstand         | tijd  | datum            | plaats    |
| --------------- | ----- | ---------------- | --------- |
| 50 m vrije slag | 26,01 | 10 december 1998 | Sheffield |